# VSMPO-AVISMA
VSMPO-AVISMA Corporation (del ruso: ВСМПО-АВИСМА), donde VSMPO proviene de Verkhnesaldinskoye metallurgicheskoye proizvodstvennoye ob'yedineniye (Верхнесалдинское металлургическое производственное объединение, o Compañía de producción metalúrgica de Verkhnyaya Salda), es el mayor productor mundial de titanio. Localizada en Verkhnyaya Salda, Rusia, VSMPO-AVISMA también opera instalaciones en Ucrania, Inglaterra, Suiza, Alemania y los Estados Unidos. La compañía produce titanio, aluminio, magnesio y aleaciones de acero. VSMPO-AVISMA tiene importantes contratos de negocio con compañías del sector aeroespacial en todo el mundo, como Boeing y Airbus.
El 27 de diciembre de 2007 la norteamericana Boeing y VSMPO-AVISMA crearon la empresa conjunta (joint venture) Ural Boeing Manufacturing y firmaron un contrato por el suministro de productos de titanio hasta 2015, con el que Boeing tiene previsto invertir 27.000 millones en Rusia a lo largo de los próximos 30 años.
La compañía es un organizador clave del proyecto del Valle del Titanio (Titanium Valley).

## Subsidiarias
- CJSC Tube Works VSMPO-AVISMA
  - Níkopol, Ucrania

- VSMPO-Tirus UK
  - Redditch, Reino Unido

- VSMPO – Tirus GmbH
  - Fráncfort del Meno, Alemania

- VSMPO-Tirus US 
  - Highlands Ranch, Colorado (Sede principal)
  - Leetsdale, Pensilvania (Centro de producción oriental)
  - Ontario, California (Centro de producción occidental)

- VSMPO Tirus KG
  - Pfäffikon, Suiza

- NF&M International
  - Monaca, Pensilvania